# Юрій Захаров
Юрій Захаров (1 грудня 1985) — киргизький плавець.
Учасник Олімпійських Ігор 2004, 2008 років.